# Néstor Pitana
Néstor Pitana (ur. 17 czerwca 1975) – argentyński sędzia piłkarski. Jeden z międzynarodowych sędziów FIFA, który został wyznaczony do prowadzenia meczów Mistrzostw Świata w 2014. Sędziował również mecze na Mistrzostwach Świata w 2018 roku, podczas których prowadził 5 meczów, m.in. mecz otwarcia oraz finał turnieju.

## Sędziowane mecze Mistrzostw Świata 2014
| Mecz                           | Data       | Miejsce                   | Runda        | Wynik | Żółta kartka | Czerwona kartka |
| ------------------------------ | ---------- | ------------------------- | ------------ | ----- | ------------ | --------------- |
| Rosja – Korea Południowa       | 18.06.2014 | Arena Pantanal, Cuiabá    | Faza grupowa | 1:1   | 4            | 0               |
| Stany Zjednoczone – Portugalia | 23.06.2014 | Arena da Amazônia, Manaus | Faza grupowa | 2:2   | 1            | 0               |
| Honduras – Szwajcaria          | 25.06.2014 | Arena da Amazônia, Manaus | Faza grupowa | 0:3   | 1            | 0               |
| Francja – Niemcy               | 4.07.2014  | Maracanã, Rio de Janeiro  | Ćwierćfinał  | 0:1   | 2            | 0               |

## Sędziowane mecze Pucharu Konfederacji 2017
| Mecz                | Data       | Miejsce                   | Runda        | Wynik | Żółta kartka | Czerwona kartka |
| ------------------- | ---------- | ------------------------- | ------------ | ----- | ------------ | --------------- |
| Portugalia – Meksyk | 18.06.2017 | Kazań Ariena, Kazań       | Faza grupowa | 2:2   | 3            | 0               |
| Niemcy – Meksyk     | 29.06.2017 | Stadion Olimpijski, Soczi | Półfinał     | 4:1   | 2            | 0               |

## Sędziowane mecze Mistrzostw Świata 2018
| Mecz                     | Data       | Miejsce                          | Runda        | Wynik      | Żółta kartka | Czerwona kartka |
| ------------------------ | ---------- | -------------------------------- | ------------ | ---------- | ------------ | --------------- |
| Rosja – Arabia Saudyjska | 14.06.2018 | Stadion Łużniki, Moskwa          | Faza grupowa | 5:0        | 2            | 0               |
| Meksyk – Szwecja         | 27.06.2018 | Stadion Centralny, Jekaterynburg | Faza grupowa | 0:3        | 5            | 0               |
| Chorwacja – Dania        | 1.07.2018  | Stadion Striełka, Niżny Nowogród | 1/8 Finału   | 1:1 k. 3:2 | 1            | 0               |
| Urugwaj – Francja        | 6.07.2018  | Stadion Striełka, Niżny Nowogród | Ćwierćfinał  | 0:2        | 4            | 0               |
| Francja – Chorwacja      | 15.07.2018 | Stadion Łużniki, Moskwa          | Finał        | 4:2        | 3            | 0               |